# جوليان جاك
جوليان جاك (بالإنجليزية: Julian Jack)‏ هو عالم وظائف الأعضاء نيوزيلندي، ولد في 25 مارس 1936 في إنفركارجل في نيوزيلندا.